# Acklinga kyrka
Acklinga kyrka är en kyrkobyggnad belägen i den nordvästra delen av Tidaholms kommun. Sedan 2010 tillhör kyrkan Varvs församling (tidigare Acklinga församling) i Skara stift. 

## Kyrkobyggnaden
Kyrkan uppfördes 1777-1779 efter ritningar av Carl Fredric Adelcrantz. Den ersatte en medeltida kyrka som brann 1679, vilken hade torn och rakslutet kor samt vapenhus. Tornet byggdes först 1791-1792. Baron Ulric von Essen på Kavlås bidrog med medel till bygget. Kyrkans interiör ändrades radikalt vid restaureringen 1906. De äldre delarna av sockenmagasinet tillkom på medeltiden och påbyggdes 1764.  

## Inventarier
- Den gamla altartavlan från 1700-talet är målad av församlingens kantor Anders Wetterlind, och är numera placerad på långhusets södra vägg.
- Kristus- och apostlabilden över predikstolen kommer troligtvis från den medeltida kyrkan.
- En vigvattenskål med medeltida anor finns i vapenhuset.
- I södra vapenhuset står den gamla medeltida dopfunten i sten.
- Dopljusstaken vid dopfunten i koret är tillverkad av och skänkt till församlingen av Anders Johansson från Mobacken.
- Ett epitafium över kyrkoherde Bazius, död 1677, hänger på långhusets norra vägg.

## Kyrkklockor
En klocka är gjuten av klockgjutare Elias Fries Thoresson i Jönköping 1781. Den andra klockan är gjuten 1918 av Bergholtz klockgjuteri i Sigtuna.

## Orgel
Orgeln installerades 1906 och är tillverkad av Levin Johansson, Liareds orgelbyggeri.
| Manual (C-f3)     | Pedal (C-d1) | Koppel     |
| ----------------- | ------------ | ---------- |
| Prinsipal 8'      | Borduna 16'  | Man/Ped    |
| Rörflöjt 8'       |              | Man 4'/Man |
| Gamba 8'          |              |            |
| Oktava 4'         |              |            |
| Calcant           |              |            |
| Crescendosvällare |              |            |

Fast kombination: Tutti

## Bilder

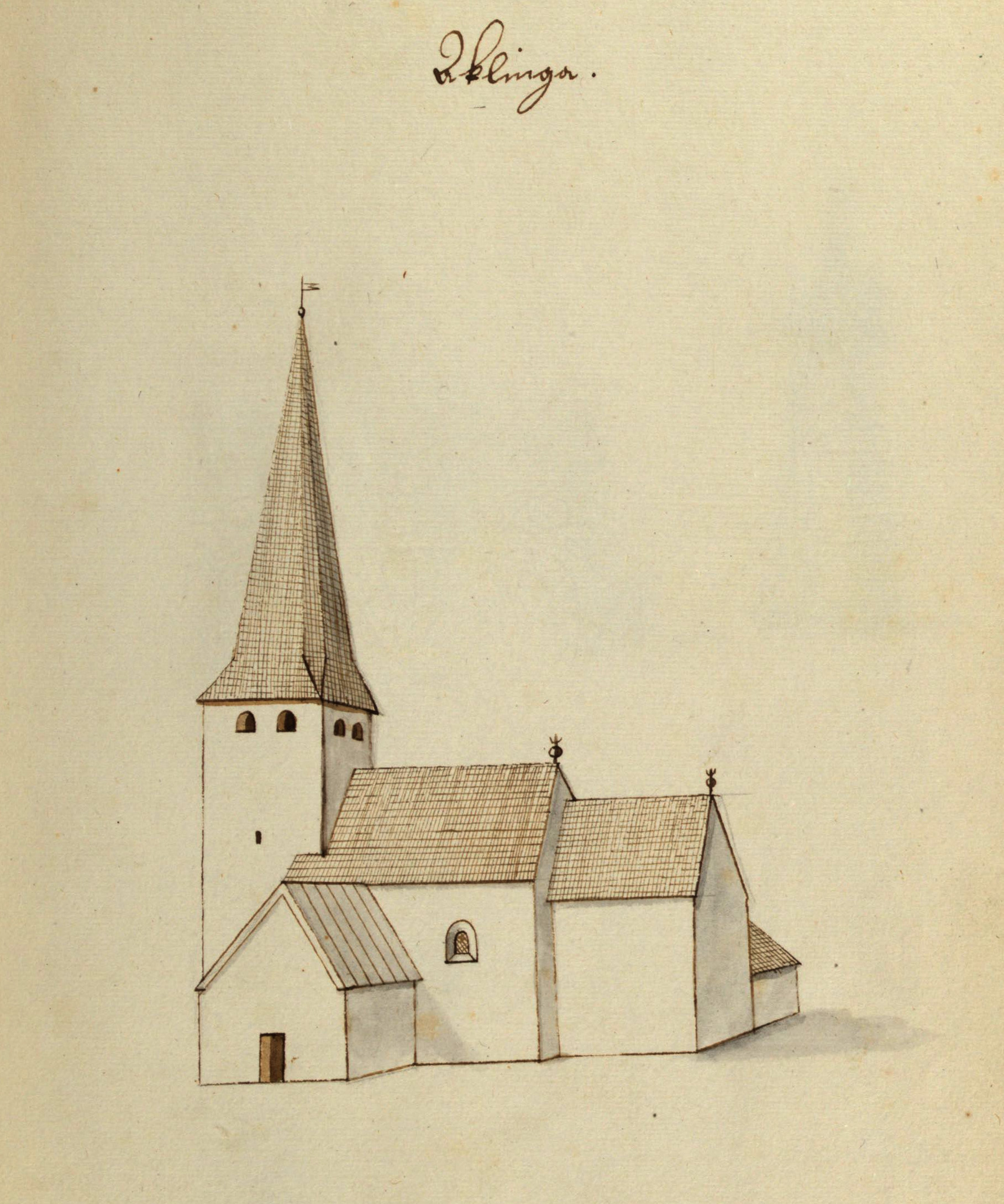
Den medeltida kyrkan på teckning omkring 1670.
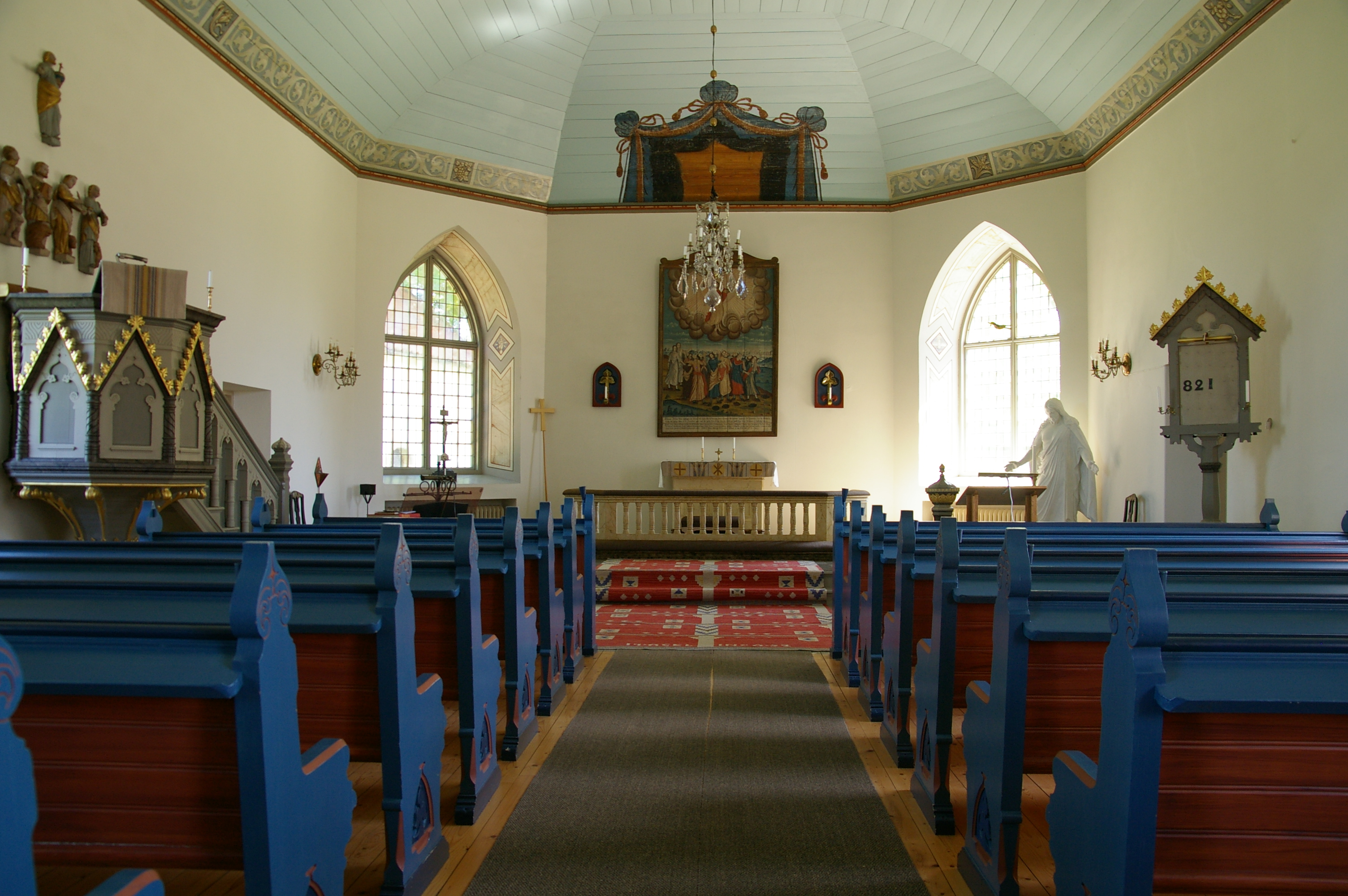
Kyrkans interiör mot altaret.
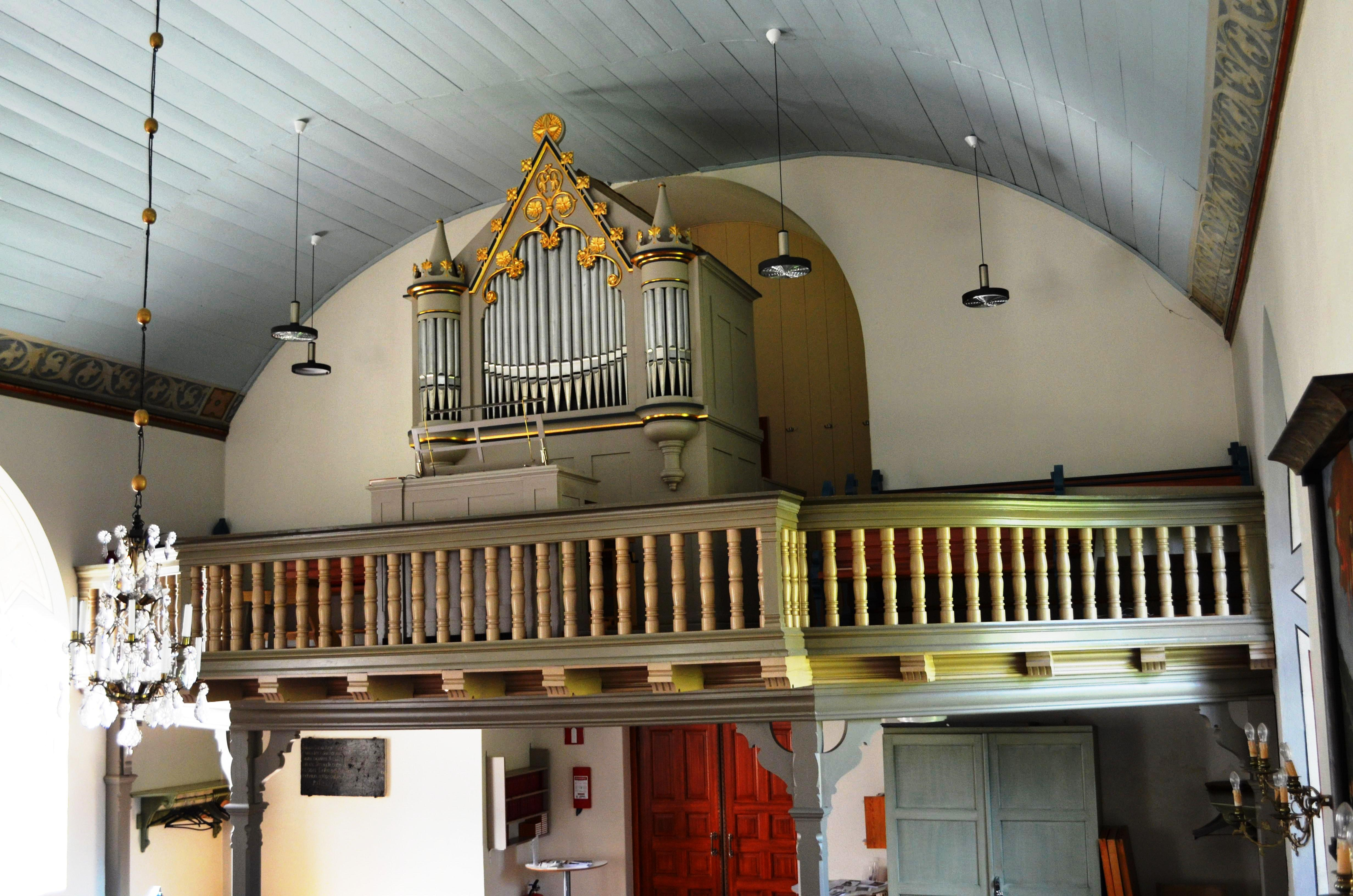
Orgeln.
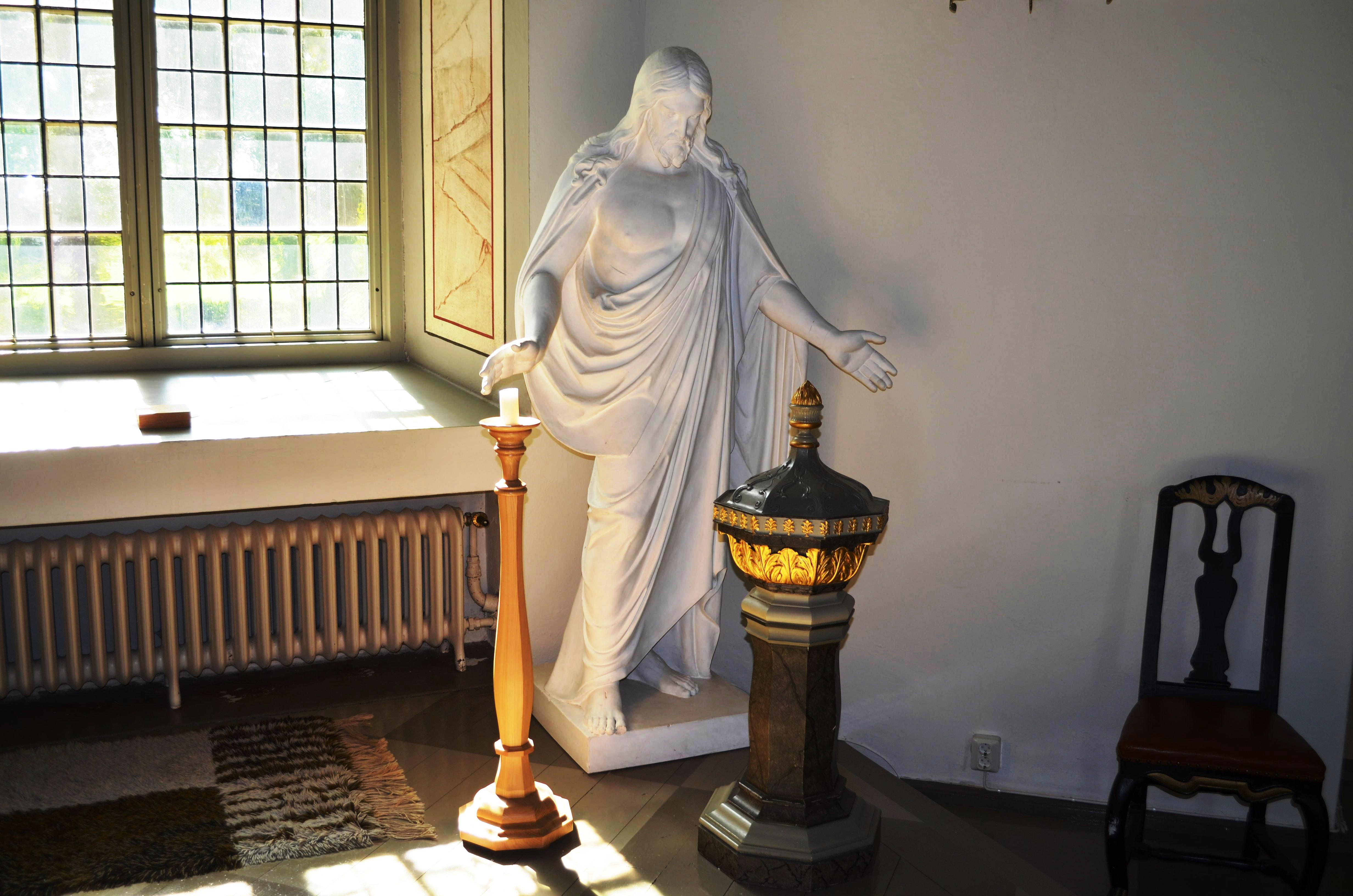
Dopfunten.
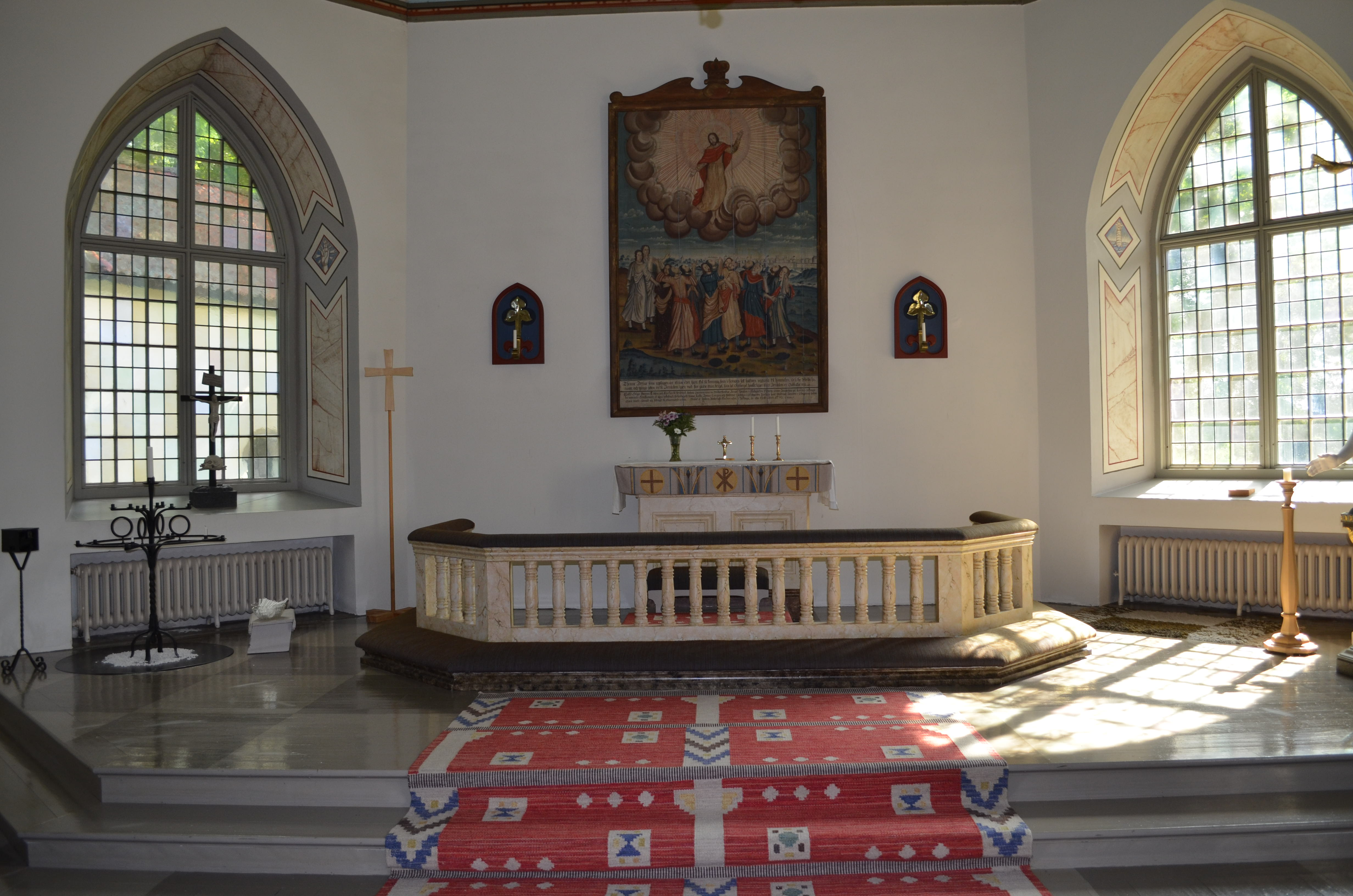
Altaret.
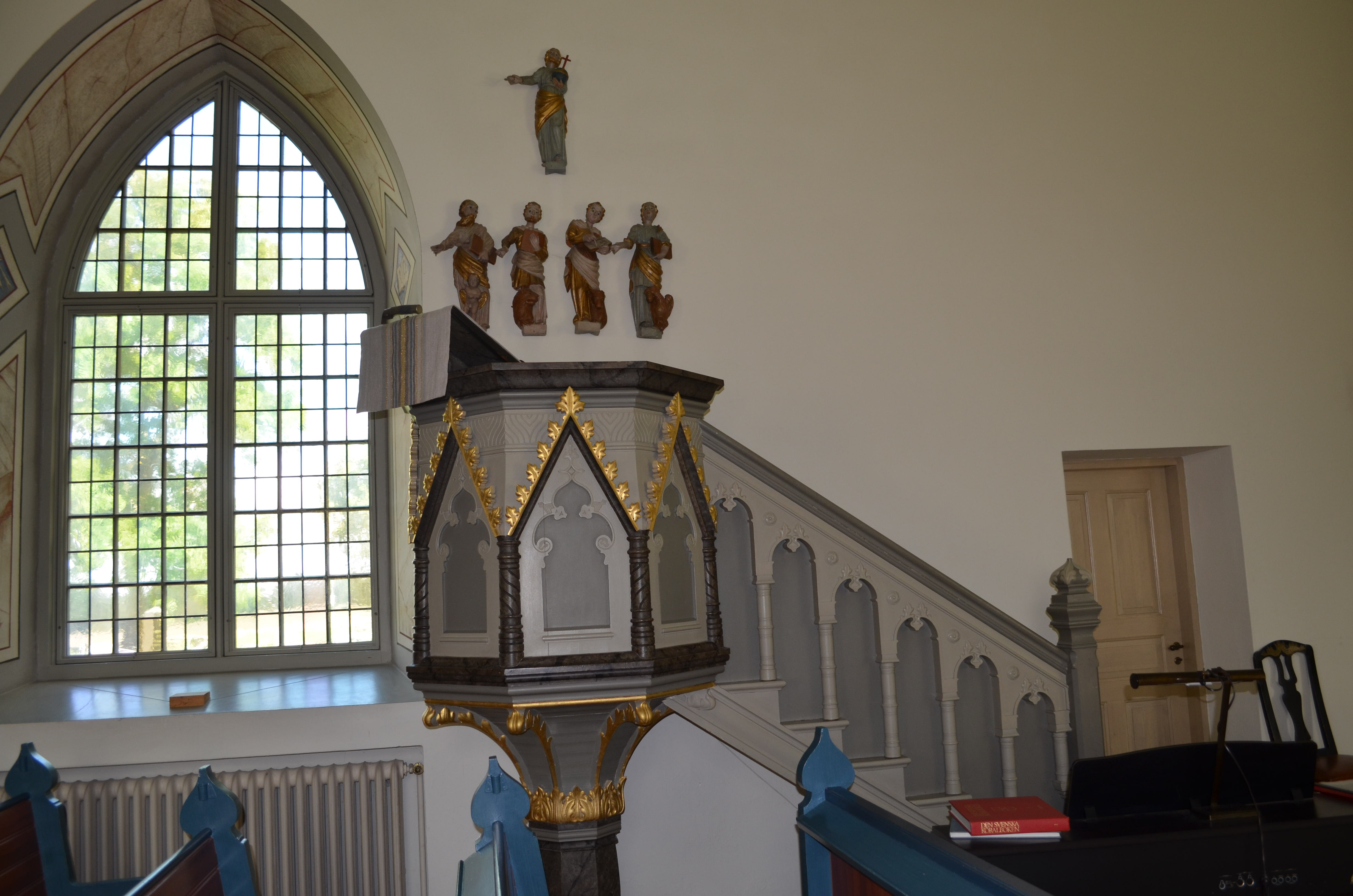
Predikstolen.